# Peter Hüttner

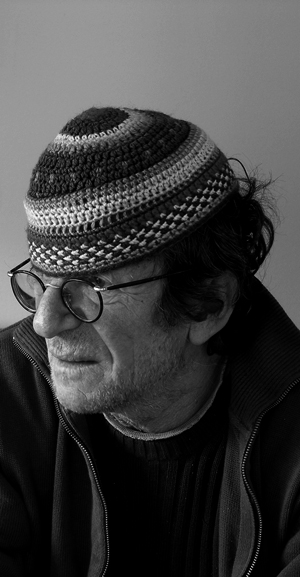
Peter Hüttner

Peter Hüttner (* 10. Dezember 1945 in Göteborg) ist ein schwedischer Schauspieler und Autor.
Peter Hüttner begann seine Schauspielkarriere im Folktheater in Göteborg im Jahr 1968 und wurde dann am Atelierteatern unter Vertrag genommen. Zwischen 1969 und 1973 absolvierte Hüttner eine Ausbildung an der Schauspielschule in Malmö. Seither hatte er Engagements an den Stadt-Theatern in Helsingborg, Stockholm und Göteborg, sowie dem Riksteatern und Folkan, beide in Stockholm.
Daneben hatte Peter Hüttner auch Fernseh-Rollen. In der Fernseh-Serie Kommissar Beck spielt er die Rolle des Gerichtsmediziners Oljelund.